# District de Horowhenua

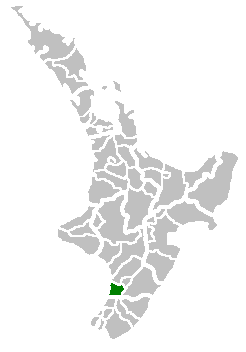
Localisation du district sur une carte de l'île du Nord

Le district de Horowhenua est situé dans la région de Manawatu-Wanganui, dans le sud-est de l'île du Nord de la Nouvelle-Zélande.
Situé au nord de Wellington et du Kapiti Coast, le district s'étend sur 1 063,60 km2, d'un peu au nord du village d'Otaki dans le sud jusqu'à un peu au sud de Himatangi dans le nord, et de la côte du Pacifique à l'est jusqu'aux monts Tararua à l'ouest.
Une grande partie du district était autrefois recouverte de marais, et déployait une importante industrie du phormium. Les marais ont été asséchés, et les terres converties à l'agriculture, en dépit du risque d'inondations. Aujourd'hui certaines zones, particulièrement aux environs du lac Horowhenua, sont en train d'être reconverties en marais au sein d'un périmètre de protection de l'environnement, et ce avec l'aide des Maori locaux.
Le recensement de 2006 a dénombré 29 868 habitants. La ville principale est Levin ; on y trouve également les petites villes de Foxton, Shannon, et Tokomaru.
Le district est divisé en quatre wards : Levin, Waiopehu, Miranui et Kere Kere.

## Sources
- (en) Horowhenua District Council
- (en) Final counts – census night and census usually resident populations, and occupied dwellings - Manawatu-Wanganui, Statistics New Zealand

- (en) Cet article est partiellement ou en totalité issu de l’article de Wikipédia en anglais intitulé « Horowhenua District » (voir la liste des auteurs).